# Бороздін Лев Андрійович
Бороздін Лев Андрійович — майор, надвірний радник, нащадок однієї з гілок старовинного руського дворянського роду з Волині Бороздіних.

## Родина
Батько Андрій Михайлович Бороздін (нар.1765-пом.8 грудня 1838) — генерал-лейтенант, сенатор, цивільний Таврійський губернатор Російської імперії.
Мати Софія Левівна, рідна сестра декабриста Давидова.
Сестра Бороздіна Марія Андріївна(пом.1849, в першому шлюбі Поджіо, у другому — Гагаріна) — дружина декабриста Поджіо та князя Олександра Івановича Гагаріна(нар.1801—пом.1857).
Сестра Бороздіна Катерина Андріївна(в шлюбі Ліхарєва) — дружина декабриста Володимира Ліхарєва.

## Біографія
Спадкоємець батьківського маєтку Телепине, майор, у відставці, Голова дворянства Чигиринського повіту в 1840–1857 роках. У 1857-1858 навчальному році надвірний радник, почесний наглядач Златопільського повітового дворянського училища. Отримавши від матері село Вербівка, продав його Олені Стааль.